# Алиев, Ага Курбан оглы
Ага Курбан оглы Алиев (азерб. Ağa Qurban oğlu Əliyev; 1911, Гёйчай — 1997, Баку) — азербайджанский и советский учёный, геолог-нефтяник, педагог, доктор геолого-минералогических наук, Заслуженный инженер Азербайджанской ССР, почётный нефтяник СССР, лауреат Сталинской премии I степени (1951 год).

## Биография

### Ранние годы. Начало трудовой деятельности
Ага Курбан оглы Алиев родился 11 мая 1911 года в селе Геок-чай Геокчайского уезда Бакинской губернии (ныне — административный центр одноимённого района Азербайджана). В 1936 году окончил Азербайджанский индустриальный институт. С 1939 года член Всесоюзной коммунистической партии (большевиков) (с 1952 года как Коммунистическая партия Советского Союза).
Начиная с 1940 года Ага Алиев работал на различных руководящих должностях в разведывательных и нефтедобывающих управлениях республики. Указом Президиума Верховного Совета СССР № 605/150 от 6 февраля 1942 года за образцовое выполнение заданий Правительства по увеличению добычи нефти, производству оборонных нефтепродуктов и боеприпасов главный геолог треста «Кагановичнефть» Ага Курбан оглы Кулиев был награждён орденом Трудового Красного Знамени.

### Открытие новых месторождений
В период с 1945 по 1964 год Алиев был главным геологом треста «Азморнефтеразведка». С 1945 года он руководил геологоразведочными работами на море. Под руководством Ага Алиева были открыты месторождения Нефтяные Камни, Гюргян-море, Остров Кум, Сангачал-море, Остров Дуванны, Остров Булла, Бахар и другие нефтегазовые месторождения. Открытием в 1949 году Алиевым нефтегазовогo мeстoрoждeния Нефтяные Камни успешно завершились геологоразведочные работы в пределах Апшеронского архипелага.
Так, ещё в 1946 году начались сложнейшие поисковые исследования в районе малоизвестных на тот период Нефтяных Камней, после того, как Алиев обратил внимание на запись в судовом журнале некогда затонувшей во время шторма у Чёрных скал старой каспийской шхуны «Мария»:
Ежели ветер дует с норда, то моряки даже на большом расстоянии могут по запаху [нефти] определить, что прямо по курсу их подстерегает опасная гряда подводных и надводных камней
14 ноября 1948 года на скалистую группу островков высадилась группа учёных: геолог Ага Алиев, специалист по буровым работам Юсиф Сафаров и начальник созданного в 1947 году объединения «Азнефтеразведка» Сабит Оруджев. Здесь ими была создана первая буровая установка. Уже 7 ноября 1949 года скважина № 1 на месторождении дала мощный фонтан нефти. Таким образом, впервые в мировой истории в открытом море была пробурена скважина и открыто нефтяное месторождение. Память об этом событии вместе с именами Алиева и Сафарова увековечена на мемориальной доске, находящейся в Хьюстонском музее «Ocean Star». За открытие и освоение морских нефтяных месторождений в 1951 году большой группе специалистов, в том числе и Ага Алиеву была присуждена Сталинская премия I степени.
Им были разработаны новые теоретические положения о разделении плиоценовых отложений на несколько свободных осадочных бассейнов. В Прикуринском участке Алиев выделил отдельные участки для поиска нефтяных и газовых месторождений. На этом участке под руководством Алиева были открыты месторождения Кюровдаг, Мишовдаг, Галмас, Карабахлы, Кюрсанги и др.
Алиев исследовал залежи нефти и газа и Нижнекуринской впадины и условия их образования, выявив, что нижний отдел продуктивной толщи на большей части области выражен с неблагоприятной с точки зрения нефтеносности фации и потому выбор площадей для разведки должен быть ограничен пределами развития песчаноглинистой фации, которая охватывает территориально восточную и северо-восточную части Нижнекуринской впадины. В 1961 году ему было присвоено звание «Заслуженный инженер Азербайджанской ССР». В 1963 году Ага Алиев получил степень доктора геолого-минералогических наук.

### Научная и педагогическая деятельность
В 1964—1966 годах преподавал в Азербайджанском институте нефти и химии им. М. Азизбекова (АзИНЕФТЕХИМ), в 1965 году получил звание профессора. С 1966 по 1977 год был заместителем директора Азербайджанского государственного научно-исследовательского и проектного института нефтяной промышленности, а с 1977 года являлся руководителем лаборатории этого института.

Мемориальная доска на стене дома в Баку, в котором жил Ага Алиев

Исследования Алиев в области закономерности расположения флюидов в пределах нефтяных и газовых месторождение имеют теоретическое и практическое значение. Выдвинутые Алиевым концепции о тектонически и литологически экранированных залежах, связанных с боковой миграцией нефти и газа, применялись в составлении геологической основы нефтяных и газовых месторождений в Азербайджане. Ага Алиев является автором многотомной монографии «Геология Азербайджана». Ему принажделат заслуги в подготовке научных кадров.
В 1971 году Алиеву было присвоено звание «Почётный нефтяник СССР». Также он был членом Президиума Верховного Совета Азербайджанской ССР и депутатом Верховного Совета Азербайджанской ССР 3-го и 4-го созывов. Награждён двумя орденами Трудового Красного Знамени, орденом «Знак Почёта» и медалями.
Ага Курбан оглы Алиев скончался 28 мая 1997 года в Баку.

## Научные работы и публикации
Книги
- Геологическое строение и нефтеносность продуктивной толщи Апшеронского архипелага: Автореф. дис. д-ра геол.-минер.наук. — Баку, 1952. — 57 с.
- Коллекторы нефти и газа мезозойских и третичных отложений Азербайджана. — Баку: Азернефтнешр, 1958. (совместно с Г. А. Ахмедовым)
- Геология и нефтегазоносность Кура-Араксинской области. — Баку: Азернефтнешр, 1960.
- Закономерности размещения и условия формирования залежей нефти и газа Предкавказья и Азербайджана. — М.: Недра, 1978. — Т. V. Азербайджанская ССР. (совместно с др.).

Статьи
- К вопросу формирования залежей и перспектив нефтегазоносности среднего и верхнего плиоцена в пределах левобережья р. Куры // Азербайджанское нефтяное хозяйство. — 1956. — № 9.
- К вопросу перспектив нефтегазоносности месторождения Бабазан // Известия высших учебных заведений. — 1958. — № 1. (совместно с О. Т. Шек-Овсепяном и Д. А. Джеваншир)
- О перспективах нефтегазоносности структур в районе Геокчай—Карамарьям // Азербайджанское нефтяное хозяйство. — 1958. — № 4. (совместно с А. М. Ахмедовым)
- Предварительные данные о геологическом строении и перспективе газоносности площади Калмас // Азербайджанское нефтяное хозяйство. — 1958. — № 5. (совместно с О. Т. Шек-Овсепяном и Ю. Б. Гинис)
- О районировании Кура-Араксинской геологической области по перспективам нефтегазоносности // Нефть и газ. — 1959. — № 6.
- О факторах, обуславливающих распределение нефти и газа в продуктивной толще Апшеронского полуострова // Азербайджанское нефтяное хозяйство. — 1965. — № 1.
- О первоначальных контурах нефтеносности горизонтов нижнего отдела ПТ Апшеронского полуострова // Известия высших учебных заведений. — 1968. (совместно с Р. Х. Везировой и В. М. Махмудовым)
- К вопросу геологического строения ЮВ периклинальной части Нефтяных Камней // Тр. АзНИПИнеф-ти. — 1978. — Вып. XIV. — С. 21-25. (совместно с Ч. У. Абдурашитовым)
- К вопросу о тектонической схеме СВ части Агпперонского архипелага как важнейшем факторе в обосновании наиболее перспективного направления поисков залежей нефти и газа // Азербайджанское нефтяное хозяйство. — 1981. — № 4. — С. 11-14. (совместно с Ч. У. Абдурашитовым)

## Память
- На стене дома в Баку, в котором жил Ага Алиев, установлена мемориальная доска с барельефным изображением учёного.
- В Зале славы Хьюстонского Музейно-просветительского и образовательного центра «Ocean Star»[англ.] имеется мемориальная доска, посвященная Юсифу Сафарову и Ага Алиеву[5].